# 地域グループ
地域グループ（ちいきグループ、regional group）は、国際連合をはじめとする国際機関における国際交渉において、地理的に近接した、あるいは立場の似通った国々によって形成された非公式なグループである。

## 国際連合における地域グループ

アフリカグループ
アジア太平洋グループ
東ヨーロッパグループ
ラテンアメリカ・カリブ海グループ
西ヨーロッパ・その他グループ
国連非加盟国・地域

国際連合の加盟国は、5つの地域グループに分けられる。地域グループは、グループごとにポスト数の配分を受けるほか、各種の投票などにおいて同一行動をとることも多い。
- アフリカグループ（African Group） - 54か国
- アジア太平洋グループ（Asian-Pacific Group） - 55か国
- 東ヨーロッパグループ（Eastern European Group : EEG） - 23か国
- ラテンアメリカ・カリブ海グループ（Latin American and Caribbean Group ：GRULAC） - 33か国
- 西ヨーロッパ・その他グループ（Western European and Others Group：WEOG） - 28か国

キリバスはどの地域グループにも属していない。カナダ、オーストラリア、ニュージーランド、イスラエルはWEOGに属し、アメリカ合衆国とバチカン市国はWEOGにオブザーバーとして参加している。トルコはWEOGとアジア太平洋グループの両方に属する。日本はアジア太平洋グループに属する。

## その他のグループ
上記の正式な地域グループの他に、国際連合をはじめとする種々の国際交渉においては、立場の近い国が発言力の強化などを狙ってグループを形成することが多い。
- 77ヶ国グループ（G77） - 開発途上国のグループ。名前の由来は、当初の参加国が77か国であったことから。1964年の第1回国際連合貿易開発会議（UNCTAD）において結成された。主に国連の場において、途上国最大の国際連携組織としての影響力を行使している。結成当初は77か国だったが、現在は135か国が参加している。
- 24か国グループ（英語版） - 上記のサブグループ。
- CONEFO - 新興勢力会議とも呼ばれ、新興国の発言力を高める目的で設立された。4か国が加盟している。
- JUSCANZ - 欧州以外の先進国のグループ。太平洋沿岸に位置する日本（Japan）、米国（United States）、カナダ（Canada）、オーストラリア（Australia）、ニュージーランド（New Zealand）の5か国からなる。グループ名は、各国の頭文字をつなげたもの。
- JACKSNNZ（英語版） - 非EU、非米国の先進国のグループ。日本（Japan）、オーストラリア（Australia）、カナダ（Canada）、韓国（South Korea）、スイス（Switzerland）、ノルウェイ（Norway）、ニュージーランド（New Zealand）の7か国からなる。グループ名は、各国の頭文字をつなげたもの。2006年の生物兵器禁止条約の運用検討会議において立場を同じくする国によって形成。しかし、他の国際機関などにおいては活動していない。